# 山階芳麿
山階芳麿（1900年7月5日—1989年1月28日），臣籍降下前稱芳麿王，是山階宮菊麿王的次子，日本舊皇族的成員之一。他的母親是菊麿王妃範子，九條道孝的女兒、貞明皇后的姊姊。

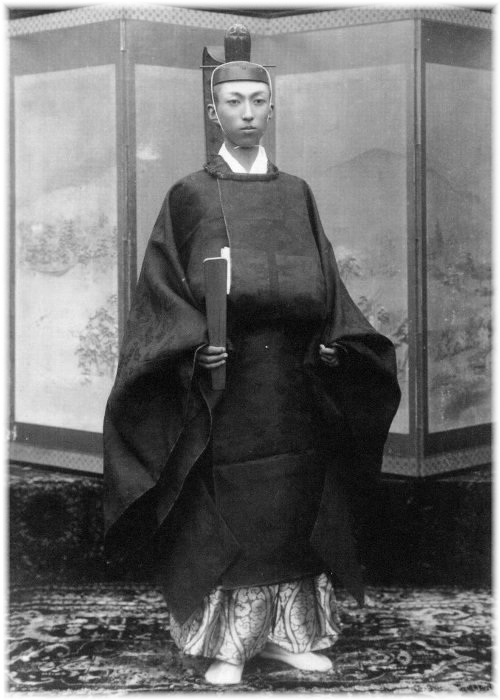
山階芳麿

山階芳麿是一位鳥類學家，並且是山階鳥類研究所的創建者。該研究所現今由秋篠宮文仁親王擔任總裁。1920年依據皇室規範臣籍降下另立山階侯爵家，因無子收養外甥芳正（妹浅野安子之子）為養子。1989年於東京去世。